# Aurel Angelescu
Aurel Angelescu (n. 15 aprilie 1886, Ploiești, d. 6 aprilie 1938, București) a fost un matematician român care a contribuit la dezvoltarea algebrei și teoria funcțiilor.

## Biografie
A urmat cursul primar și liceul la Ploiești. Revista Gazeta Matematică i-a desăvârșit apoi, în cursul superior de liceu, gustul pentru matematici, căci el a fost un asiduu corespondent al acestei publicații. În ultima clasă de liceu l-a avut ca profesor de matematici pe Nicolae Abramescu, care își începea pe atunci cariera sa didactică. Abramescu s-a mândrit totdeauna că în prima lui serie de liceeni a avut ca elev pe Aurel Angelescu, care, ulterior, întrecându-și maestrul, și-a luat doctoratul în matematici cu câțiva ani înaintea lui Abramescu.
După terminarea liceului, Angelescu a plecat la Paris. Aici, la Sorbona, și-a luat licența în matematici, iar la 7 aprilie 1916 și-a luat doctoratul în științele matematice cu o teză având ca
subiect: „Sur les polynômes généralisant les polynômes de Legendre et d’Hermite et sur le calcul approché des intégrals multiples”. După ce și-a trecut teza de doctorat în matematici, Angelescu se întoarce în țară. La propunerea lui Gheorghe Țițeica, ocupă la 1 noiembrie 1919 postul de profesor agregat de teoria funcțiilor la Facultatea de Științe a Universității din Cluj, catedră la care a fost titularizat în 1922. Aici a funcționat până la 1 ianuarie 1930.  În 1927 a scris primul tratat de calcul diferețial din România. În colaborare cu Pompeiu și alții a elaborat mai multe manuale școlare de algebră, aritmetică și geometrie.
În 1930 Angelescu a fost chemat ca profesor titular de algebră superioară și teoria numerelor la Facultatea de științe a Universității din București (succesor al lui Traian Lalescu). A fost numit astfel la o altă catedră decât cea în domeniul căreia era consacrat. La această catedră a funcționat până la deces, în 1938.
A fost membru titular al Academiei de Științe din România începând cu 21 decembrie 1935.

## Contribuții științifice
Aurel Angelescu a realizat cercetări în legătură cu funcțiile generatoare ale claselor de polinoame; ale ecuațiilor diferențiale liniare; asupra seriilor trigonometrice; asupra teoriei generale a ecuațiilor algebrice.
S-a ocupat de clasele de polinoame ale lui Legendre, Laguerre, Apell, Hermite.

## Scrieri
A scris circa 60 de memorii și articole.
Cea mai valoroasă lucrare a sa este Lecțiuni de calcul diferențial (1927).
În lucrările sale se resimte influența lui Paul Émile Appell, Charles Hermite și René-Louis Baire.